# 高瀬町 (香川県)
高瀬町（たかせちょう）は、香川県三豊市に存在する地区。また、かつて、香川県にあった町。この記事では自治体時代の高瀬町、現在の三豊市高瀬地区の両方について記述する。

## 地理
香川県の西部に位置している。

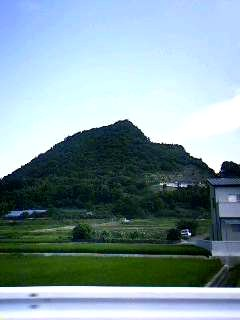
爺神山（高瀬富士）

- 山：東部山、鬼ヶ臼山、朝日山、傾山、火上山、大麻山、爺神山（高瀬富士）
- 池：国市池、岩瀬池
- 川：高瀬川

## 歴史
- 1955年3月31日 高瀬川を中心に五ヶ村（上高瀬村、勝間村、比地二村、二ノ宮村、麻村）が合併、高瀬町となる。
- 2006年1月1日 近隣の仁尾町・財田町・豊中町・山本町・詫間町・三野町と合併し、三豊市となる。

### 昭和の大合併
1955年の合併に対して、検討されたのは下記の3案。
- 8村合併案 - 上高瀬村、勝間村、比地二村、二ノ宮村、麻村、吉津村、大見村、下高瀬村
- 5村合併案 - 上高瀬村、勝間村、比地二村、二ノ宮村、麻村（この案が実施。）
- 3村合併案 - 上高瀬村、勝間村、比地二村

上高瀬村、勝間村、比地二村は学校などでも関連があり合併が比較的スムーズであったのに対し、二ノ宮村、麻村や吉津村、大見村、下高瀬村は他の枠組みを検討する余地があったため、それらの村の判断を待つ状況となった。最終的には、二ノ宮村、麻村は高瀬町の枠組みに入り、吉津村、大見村、下高瀬村は三野町として合併し、高瀬町は五ヶ村の枠組みでの合併となった。

## 産業
特産品
- 茶
- ぶどう（ニューピオーネ）
- 桃
- タマネギ

工業団地
- 原下工業団地

## 友好都市

### 海外
- 陜川郡（大韓民国慶尚南道）1996年（平成8年）7月13日友好都市提携

## 教育

### 学校

#### 小学校
全て市立
- 勝間小学校
- 上高瀬小学校
- 二ノ宮小学校
- 麻小学校
- 比地小学校

#### 中学校
- 三豊市立高瀬中学校

#### 高等学校
- 香川県立高瀬高等学校
- 四国学院大学香川西高等学校

#### 専門学校
- 四国学院大学専門学校

## 公共機関

### 医療
- 主な医療機関
  - 三豊市立西香川病院

### その他
- 三豊警察署

## 交通

### 鉄道路線
- 四国旅客鉄道
  - 予讃線：高瀬駅
- 中心となる駅：高瀬駅

### バス
- 三豊市コミュニティバス

### 道路
- 高速道路
  - 町内を走る高速道路：高松自動車道（高瀬PA）
- 一般国道
  - 町内を走る一般国道：国道11号、国道377号
- 県道
  - 主要地方道
    - 香川県道23号詫間琴平線
    - 香川県道24号善通寺大野原線
    - 香川県道35号豊中三野線
    - 香川県道49号観音寺善通寺線

  - 一般県道
    - 香川県道218号財田上高瀬線
    - 香川県道219号神田高瀬線
    - 香川県道221号宮尾高瀬線
    - 香川県道222号下高瀬高瀬線
    - 香川県道224号岡本高瀬線
    - 香川県道225号羽方豊中線

## 名所スポット
- たかせ天然温泉
- 朝日山森林公園
  - 朝日山森林公園郷土資料館（城を模した展望台）
- 爺神公園 - 讃岐七富士の爺神山にある。
- 大水上神社

## 出身有名人
- 石井絹治郎 -（大正製薬創業者）
- 栗本キミ代（旧姓：松崎） - 元卓球選手、世界チャンピオン
- 前川忠夫 - 元香川大学学長、元香川県知事
- 臼杵美智代 - マリンバ、サヌカイト奏者
- 森佳子 - 西日本放送アナウンサー
- 桂こけ枝 - 落語家
- 梶剛 - よしもとクリエイティブ・エージェンシー所属。
- 森茂吉（洋菓子「タカセ」初代社長）- 店名の由来もここから。